# Sinagoga Gah din Suceava
Sinagoga Gah din Suceava este un lăcaș de cult evreiesc din municipiul Suceava. Edificiul religios a fost construit în anul 1870 și se află în Strada Dimitrie Onciul (fostă I.C. Frimu) nr. 7, în centrul orașului.

## Comunitatea evreilor din Suceava

### Mărturii despre vechimea comunității
Prezența evreilor la Suceava este atestată documentar încă din anul 1473 într-o scrisoare trimisă de un localnic, cuiva din Bistrița. De asemenea, tradiția atestă și faptul că domnitorul Ștefan cel Mare a avut un medic evreu cu numele de Șmil. Un dregător pe nume Abraham este menționat într-un document din 1630, prin care era scutit din poruncă domnească de plata unor dări.
Mărturie a vechimii evreilor în fosta capitală a Moldovei o constituie și pietrele de mormânt din cimitirul evreiesc de la poalele Dealului Tătărași, una dintre acestea datând din anul 1700. 

### Situația evreilor sub regimul austriac
În anul ocupării Bucovinei de către Imperiul Habsburgic (1774), locuiau în orașul Suceava 50 familii de evrei, cu 203 membri (108 bărbați și 95 femei).
Generalul Karl Freiherr von Enzenberg, guvernatorul militar al Bucovinei (1778-1786), s-a plâns că evreii din Suceava (ca și cei din Cernăuți și Siret) au sub controlul lor comerțul și industria, ei vânzând creștinilor vin, bere, spirt și vodcă, iar în multe sate au arendat moșiile. Deși autoritățile austriece au încercat să limiteze migrarea populației evreiești în Bucovina, în anul 1791 locuiau în Suceava 170 de familii evreiești. În anul 1790 a fost deschisă o școală evreiască de limbă germană, sub conducerea profesorului Enoh Goldenthal. 
Principala ocupație a evreilor din Suceava era producția și comercializarea de rachiu și bere. Compania Brauhaus din Suceava, proprietate a evreilor Avraam Sachter, Aron Barber și Bauer, și-a mărit cota de piață în dauna fabricilor de bere din Cernăuți și Suceava, deținute de creștini. Ca urmare a plângerii proprietarilor creștini, în anul 1802 Brauhaus din Suceava a fost închisă de autorități. 
Începând din 1848, populația evreiască din Suceava a crescut. Astfel, la sfârșitul anului 1880 din 10.104 de locuitori ai Sucevei, 3.750 erau evrei (37,1%). În anul 1901 locuiau la Suceava 6.787 evrei, pentru ca în 1914 numărul lor să ajungă la 8.000.
La sfârșitul secolului al XIX-lea, comunitatea evreilor din Suceava dispunea de un templu și 8 case de rugăciune publică. Sinagoga "Beth Hamidrasch" a fost construită în 1860 de către Hersch Langer și Jakob Beer Weidenfeld. Cei doi rabini, Hager și Jankale Moskowitz, au avut propriile lor case de rugăciune. În afară de acestea, mai funcționau casele de rugăciune "Chewrath Thilim" (construită de Mosche Matian), "Sinagoga Croitorilor" (Eisig Rothkopf), "Wiznitzer Klaus" (Mordche Tennenhaus), "Klaus Sadagurer" (Mordche Leib Șafran, Jonas Schwalbach și Wolf Sigal). 
Comunitatea avea în grija sa o școală de Talmud Tora (construită prin contribuția lui Ițic și Regine Vogel). Mai existau organizația "Chowewe Zion" și organizația de femei "Ruth", care se ocupau cu activitățile sociale și culturale. 
Odată cu începerea Primului Război Mondial, mulți evrei s-au refugiat în orașele din vestul Imperiului, în principal la Viena. 

### Perioada interbelică
După Primul Război Mondial, populația evreiască a fost mai bine primită în Suceava decât în fosta capitală regională, Cernăuți. Aceasta s-a datorat faptului că evreii din Suceava vorbeau românește și au avut contacte de afaceri cu Regatul României înainte de unire. Evreii din Suceaua profesau meserii cum ar fi cele de avocați sau de medici. 
Comunitatea evreilor din Suceava dispunea de o școală de Talmud Tora, o grădiniță ebraică, o bibliotecă de mare și o sală de lectură. Ființau organizații sioniste cum ar fi "Chowewe Sion" și "Theodor Herzl", precum și grupurile academice "Tikwa" și "Hamadah". Conducerea comunității a fost asigurată pe rând de Chaim Perker, dr. A. Finkler, Samuel Hellmann, avocatul dr. Heinrich Lupul, avocatul dr. Meier Teich și avocatul dr. Josef Kaufmann. 

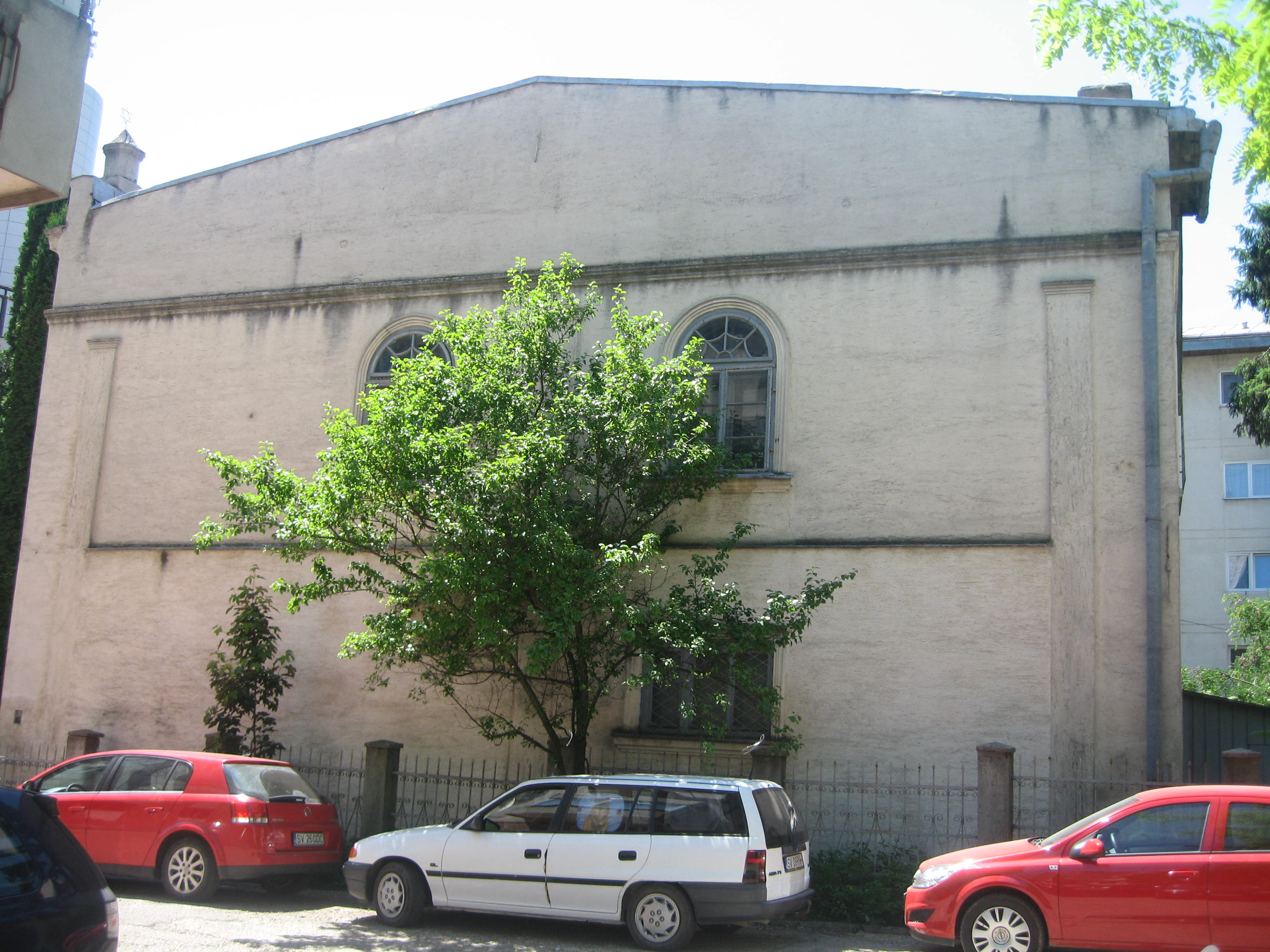
Sinagoga Gah din Suceava - vedere laterală

Evreii erau înregimentați politic în Partidul Social-Democrat, care a apărat interesele mesteșugarilor și negustorilor evrei. Liderul local al partidului a fost avocatul dr. Baruch Schaffer.
În perioada interbelică, în oraș locuiau circa 6.000 de evrei. Aici funcționau 10 sinagogi și un liceu evreiesc cu 25 de camere, care era situat pe locul actualei clădiri a Poștei.
În anul 1930, populația orașului Suceava era de 17.028 locuitori, dintre care 10.440 români (61,31%), 3.522 evrei (20,68%), 2.009 germani (11,79%), 433 polonezi (2,54%), 207 ruși, 173 ruteni, 85 armeni, 57 unguri, 42 țigani, 17 bulgari, 14 cehi și slovaci, 9 găgăuzi, 1 grec, 1 sârb, croat sau sloven, 7 de alte neamuri și 11 de etnie nedeclarată. După religie, locuitorii satului erau grupați astfel: 10.314 ortodocși (60,57%), 3.533 mozaici (20,74%), 2.173 romano-catolici (12,76%), 388 greco-catolici (2,27%), 310 evanghelici (luterani) (1,82%), 130 baptiști, 92 armeno-gregorieni, 5 armeno-catolici, 3 reformați (calvini), 2 unitarieni, 2 adventiști, 28 fără religie (liber-cugetători), 19 de alte religii și secte și 29 de religie nedeclarată. 
Venirea la putere în anul 1937 a Guvernului Goga-Cuza a dus la elaborarea de legi cu caracter antisemit care au determinat o serie de persecuții la adresa evreilor: ei erau bătuți pe stradă, siliți să țină prăvăliile deschise de Șabat etc. În iunie 1940, noile legi adoptate de guvernul Ion Gigurtu au prevăzut confiscarea proprietăților, expulzarea din școli și din funcțiile publice a persoanelor de etnie evreiască și interzicerea medicilor evrei să trateze pacienți de alte etnii. În semn de protest, evreii au boicotat mărfurile germane.

### Războiul și emigrarea postbelică a evreilor
După instalarea în România a guvernului național-legionar condus de generalul Ion Antonescu au fost eliminați toți evreii din pozițiile guvernamentale. 
Începând din iulie 1941, când a început războiul antisovietic, toți evreii de peste 16 ani din Suceava au fost obligați să efectueze muncă forțată în construcții, la căile ferate și la încărcarea/descărcarea mărfurilor din gările Ițcani și Burdujeni. 
În oraș au fost aduși și evreii din zonele rurale (Cacica, Solca, Ilișești, Arbore, Bălăceana, Comănești, Hatna etc.), aceștia fiind cazați în casele de rugăciune. Toate proprietățile evreiești (case, terenuri, mori și gatere, inclusiv mașini, în valoare de multe milioane de dolari) au fost confiscate de către stat și ulterior vândute sau închiriate agricultorilor.
În dimineața zilei de 9 octombrie 1941, prefectul județului Suceava a elaborat ordonanța de deportare a evreilor din Suceava, Ițcani și Burdujeni, cu următorul conținut: "Evreii din oraș trebuie să predea imediat banii, aurul, pietrele prețioase, acțiunile și obligațiunile, precum și toate celelalte obiecte de valoare la Banca Națională și să se prezinte în aceeași zi, în Burdujeni, cu bagaj de mână asupra lor". Orice evreu care rămânea în oraș era condamnat la pedeapsa cu moartea. 
Evreii au fost urcați în trenurile de vite și deportați în Transnistria. Acolo a pierit majoritatea populației evreiești din Suceava, ca urmare a bolilor și foametei. În vara anului 1944, puținii supraviețuitori s-au întors în Suceava. 
Comunitatea evreiască din Suceava, condusă de avocatul dr. Chaim Kupferberg, a organizat acțiuni de ajutorare a evreilor întorși din lagăre, sprijinindu-i pentru a obține locuri de muncă. 
În perioada toamna anului 1950 - aprilie 1951 majoritatea evreilor din Suceava au emigrat legal în noul stat Israel, o nouă etapă de emigrare având loc între anii 1958-1962. Evreii emigranți au trebuit să plătească statului român cheltuielile cu studiile lor, au vândut tot ce aveau în casă și au plecat definitiv în Israel. În jurul anului 1970, numărul evreilor din Suceava era de abia 200 de membri.
În anul 1998, mai trăiau doar 114 evrei în Suceava.
Mai multe sinagogi din Suceava au fost distruse în primii ani ai regimului comunist în România. Singura sinagogă care mai există astăzi este Sinagoga Gah. De asemenea, există cinci cimitire evreiești, unele din ele fiind foarte vechi (cimitirul de pe strada Parcului are circa 200 ani, iar cel de pe strada Alexandru cel Bun în jur de 400 ani). În prezent, numărul evreilor din Suceava este foarte mic (de ordinul zecilor). În ultimii ani, președinții comunității au fost ing. Șoil Petraru și prof. Sorin Golda.

## Sinagoga Gah
Sinagoga Gah a fost construită în anul 1870 de către societatea de ajutor mutual (societate de binefacere, în ebraică גמילות חסדים) "Gmilut Hasadim" (abreviată Gah) din Suceava. Societatea mai sus amintită se ocupa cu furnizarea de servicii și sprijin financiar pentru săracii și nevoiașii din întreaga regiune a Bucovinei. Piatra de temelie a sinagogii a fost pusă de către rabinul din Cernăuți, Reb Haim Thirer, care a fost numit Chaim Czernowitzer. 
Deasupra intrării a fost amplasată o placă de marmură albă cu o inscripție pe trei rânduri, dintre care primele două sunt în limba ebraică și ultimul în limba română: 
"בית הכנסת חברה ג"ח
(5630) נבנה בשנת תר"ל
Construită în anul 1870".
Traducerea în limba română a inscripției este următoarea:
"Sinagoga societății Gmilut Hasadim
Construită în anul תר"ל [anul evreiesc 5630] 
Construită în anul 1870".
Rabinul Mosche Hager a servit zeci de ani ca rabin în Suceava, iar Gerschon Stettner a fost judecător la instanța rabinică. După moartea sa, fiul său, Chaim Hager, a devenit rabin. 
Clădirea are o fațadă exterioară simplă, având un parter înalt cu ferestre dreptunghiulare, largi și înalte (în stilul clădirilor neoclasice). Interiorul este amplu și decorat cu măsură.
Restaurările efectuate în 1910, 1975, 1983 și 2003 au făcut ca acest edificiu să devină unul din puținele cazuri de compunere asimetrică a planului și volumelor. El este format din două corpuri alipite: cel principal are dimensiuni mici, pe când cel secundar, atașat pe latura nordică, pare adăugat ulterior. Galerie femeilor este susținută de 12 piloni cu decorații simbolizând triburile lui Israel. 
În lista sinagogilor din România publicată în lucrarea "Seventy years of existence. Six hundred years of Jewish life in Romania. Forty years of partnership FEDROM – JOINT", editată de Federația Comunităților Evreiești din România în anul 2008, se preciza că Sinagoga Gah din Suceava era în funcțiune.
Comunitatea evreilor din oraș intenționează să introducă sinagoga în circuitul turistic și să o facă accesibilă publicului. În clădirea sinagogii, se va amenaja o expoziție cu fotografii și obiecte de cult evreiești.

## Imagini

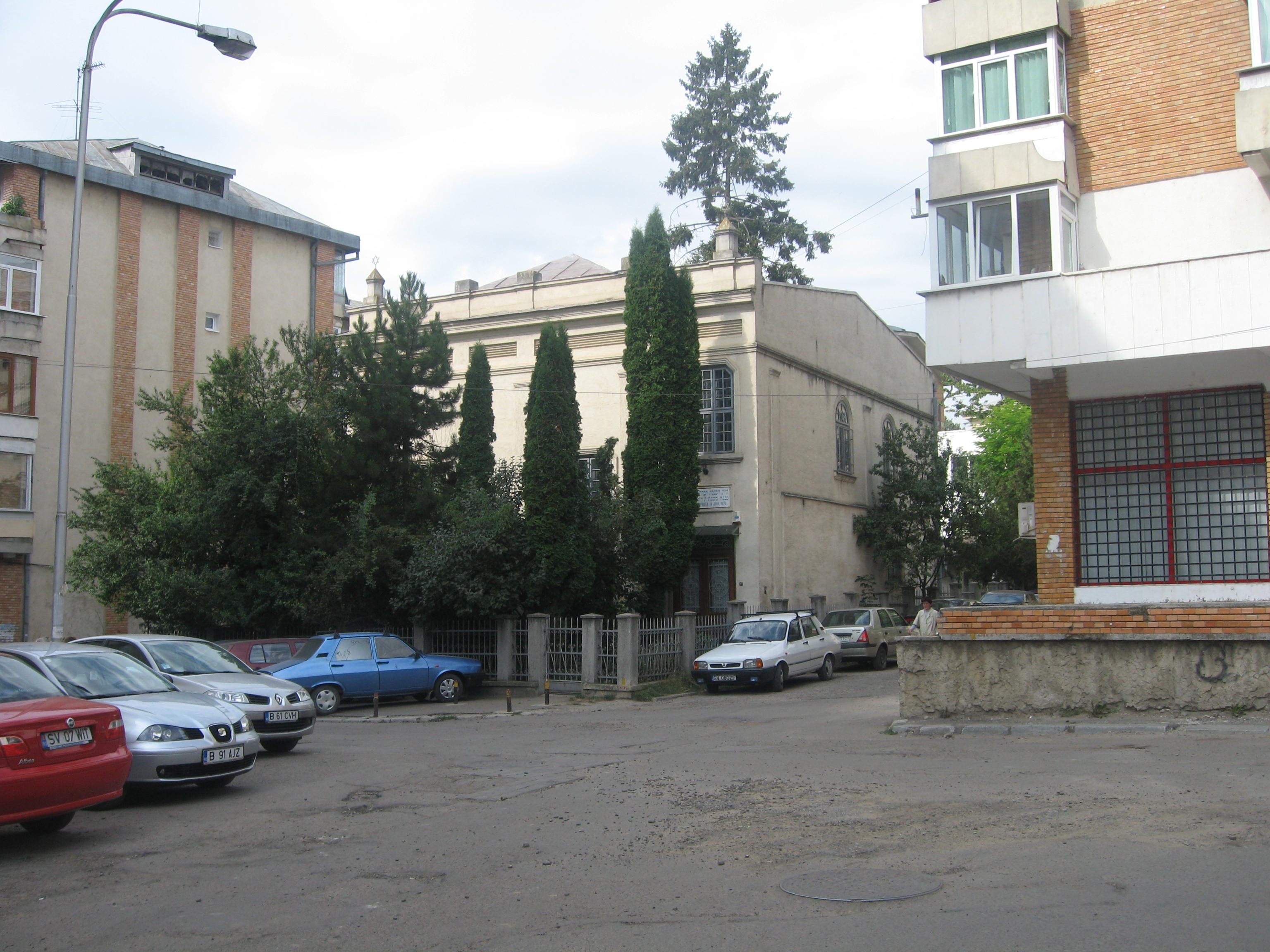
Sinagoga Gah din Suceava
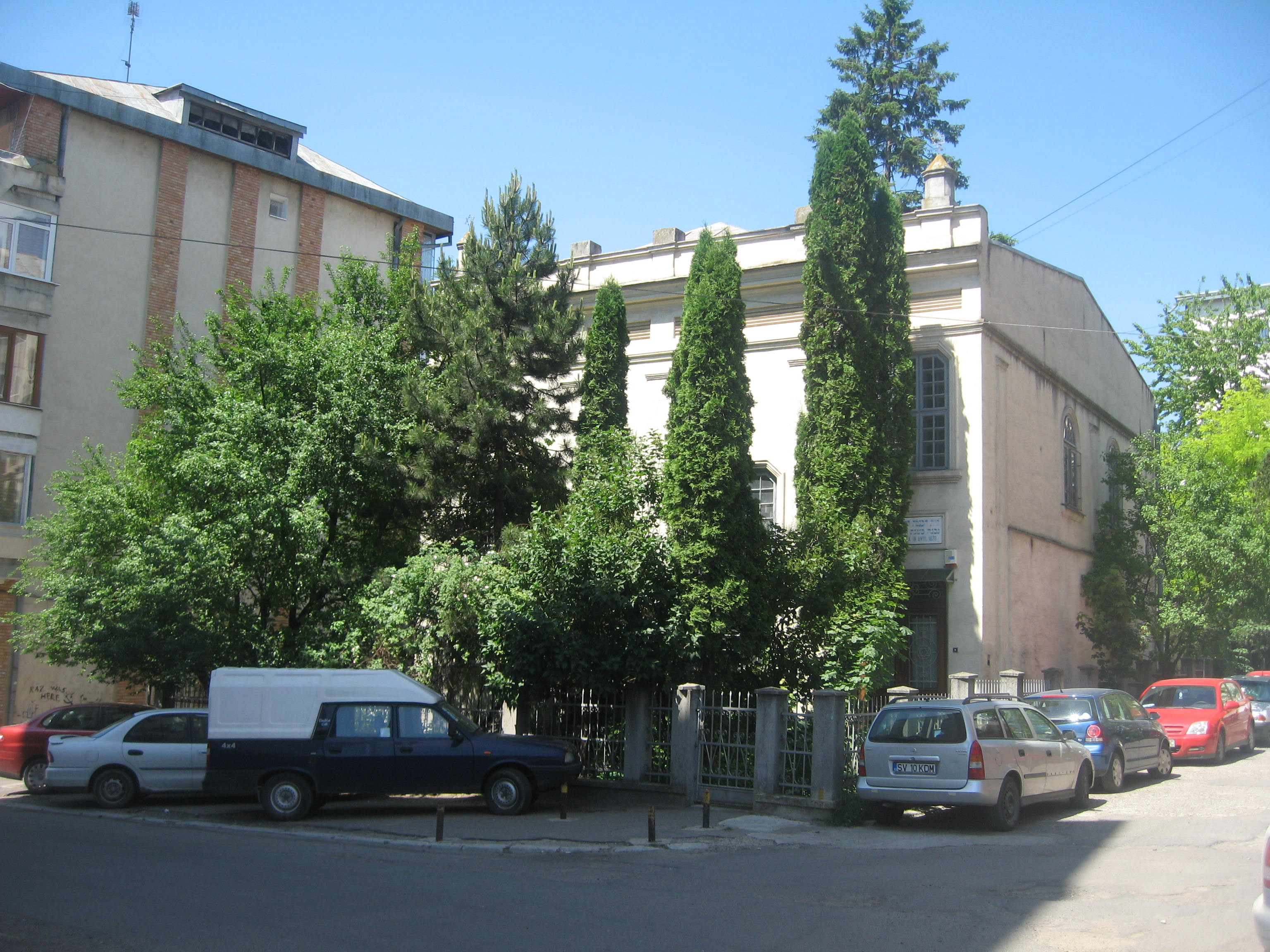
Sinagoga Gah din Suceava
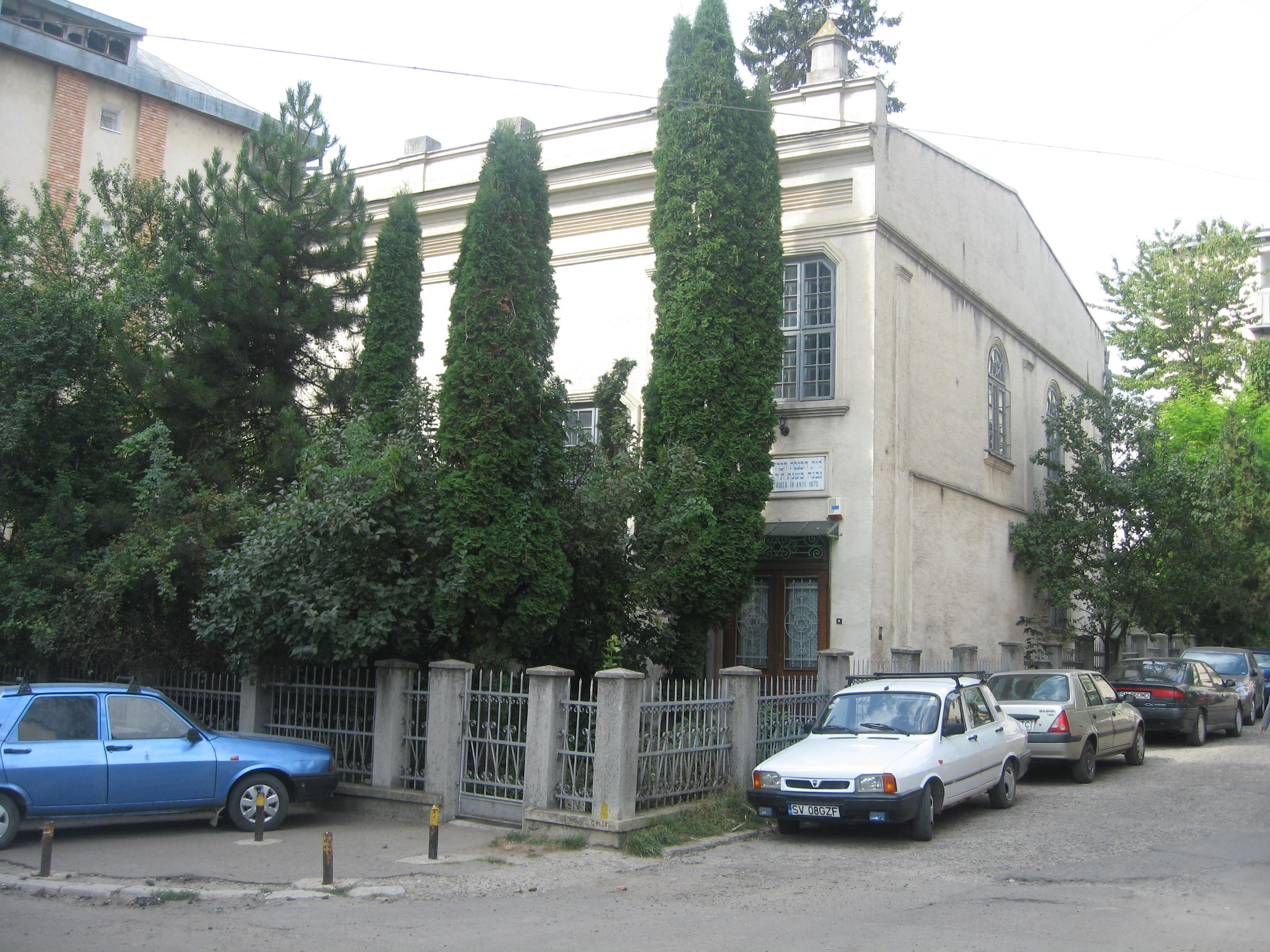
Sinagoga Gah din Suceava
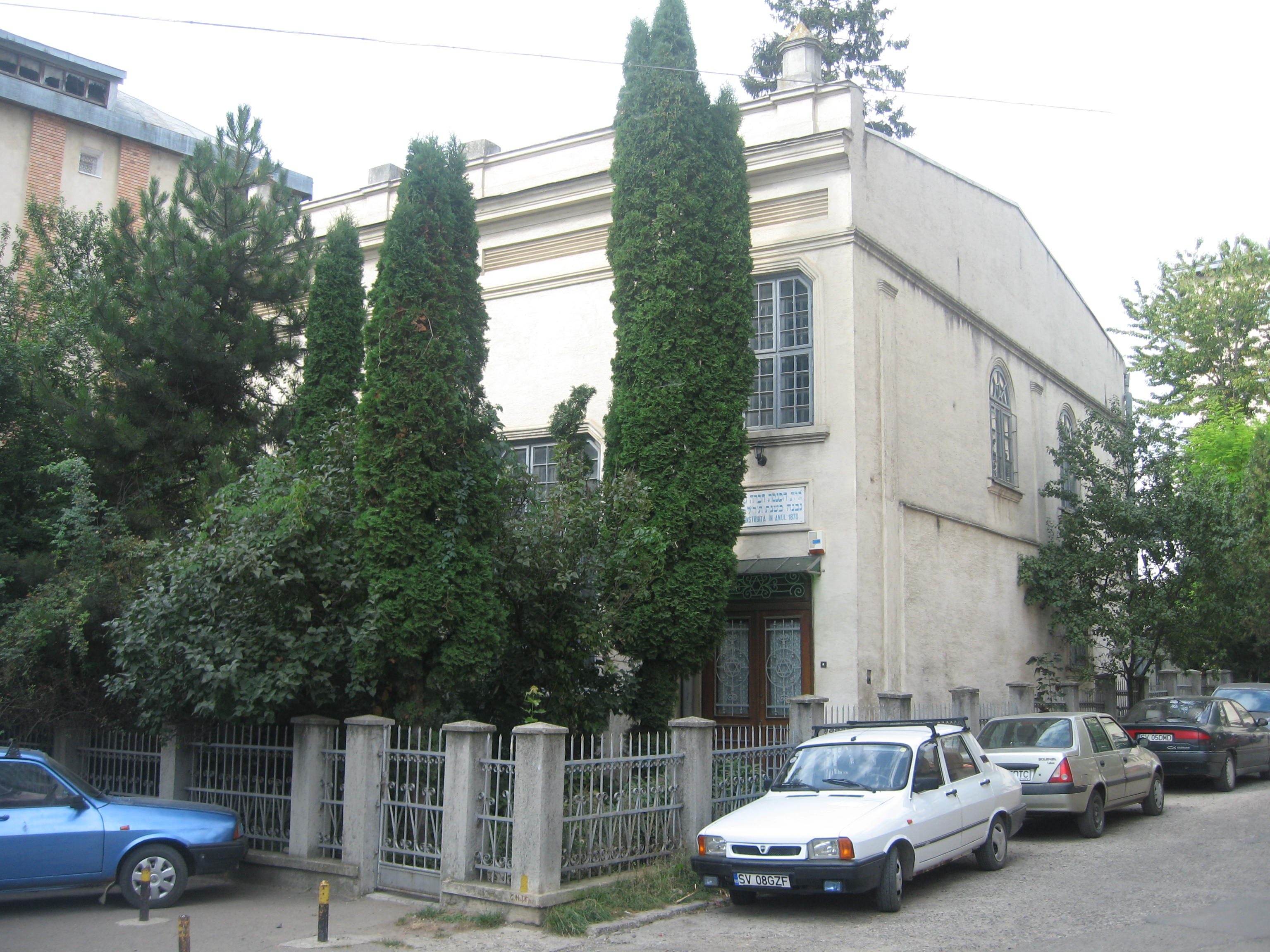
Sinagoga Gah din Suceava
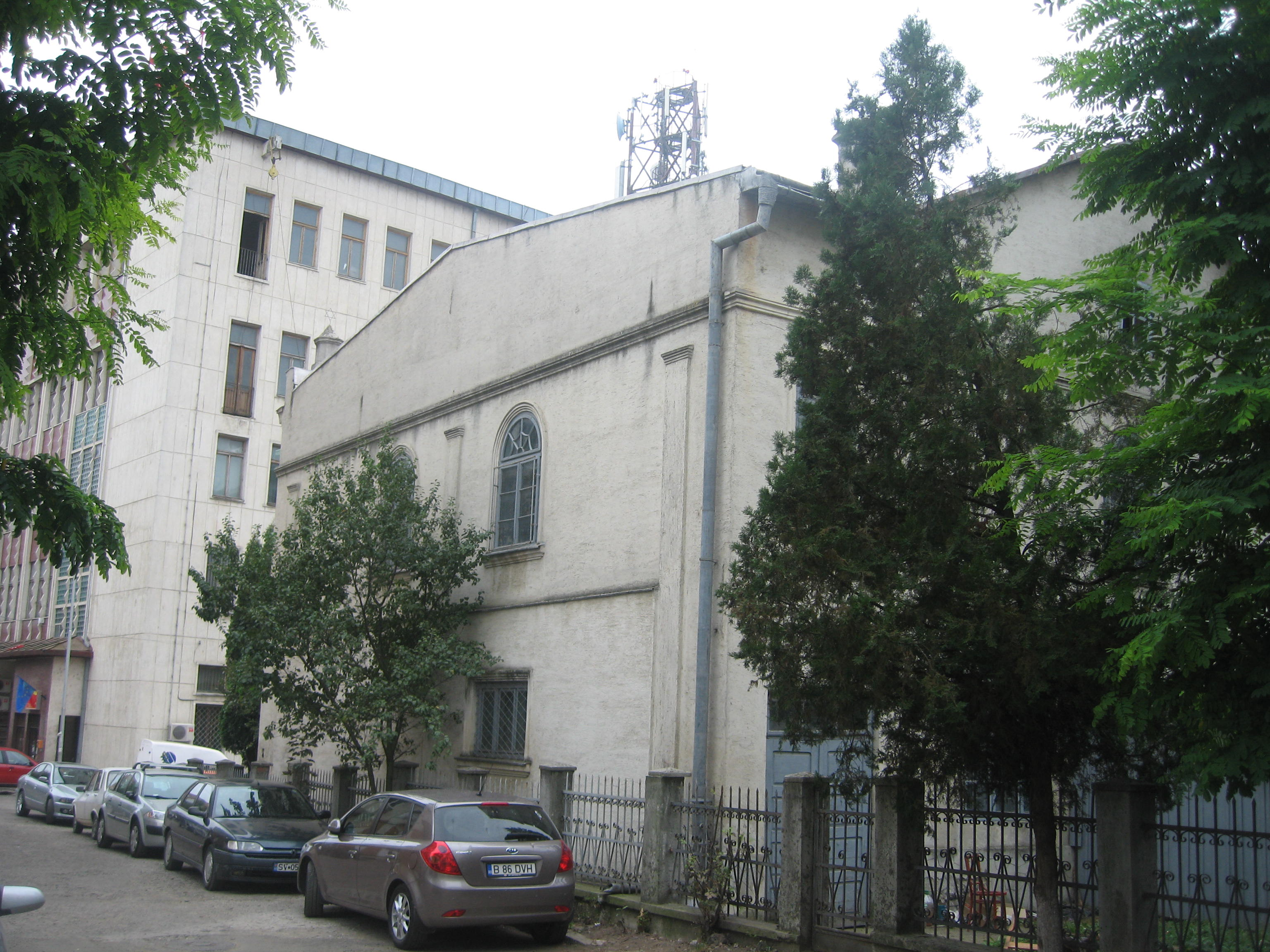
Sinagoga Gah din Suceava
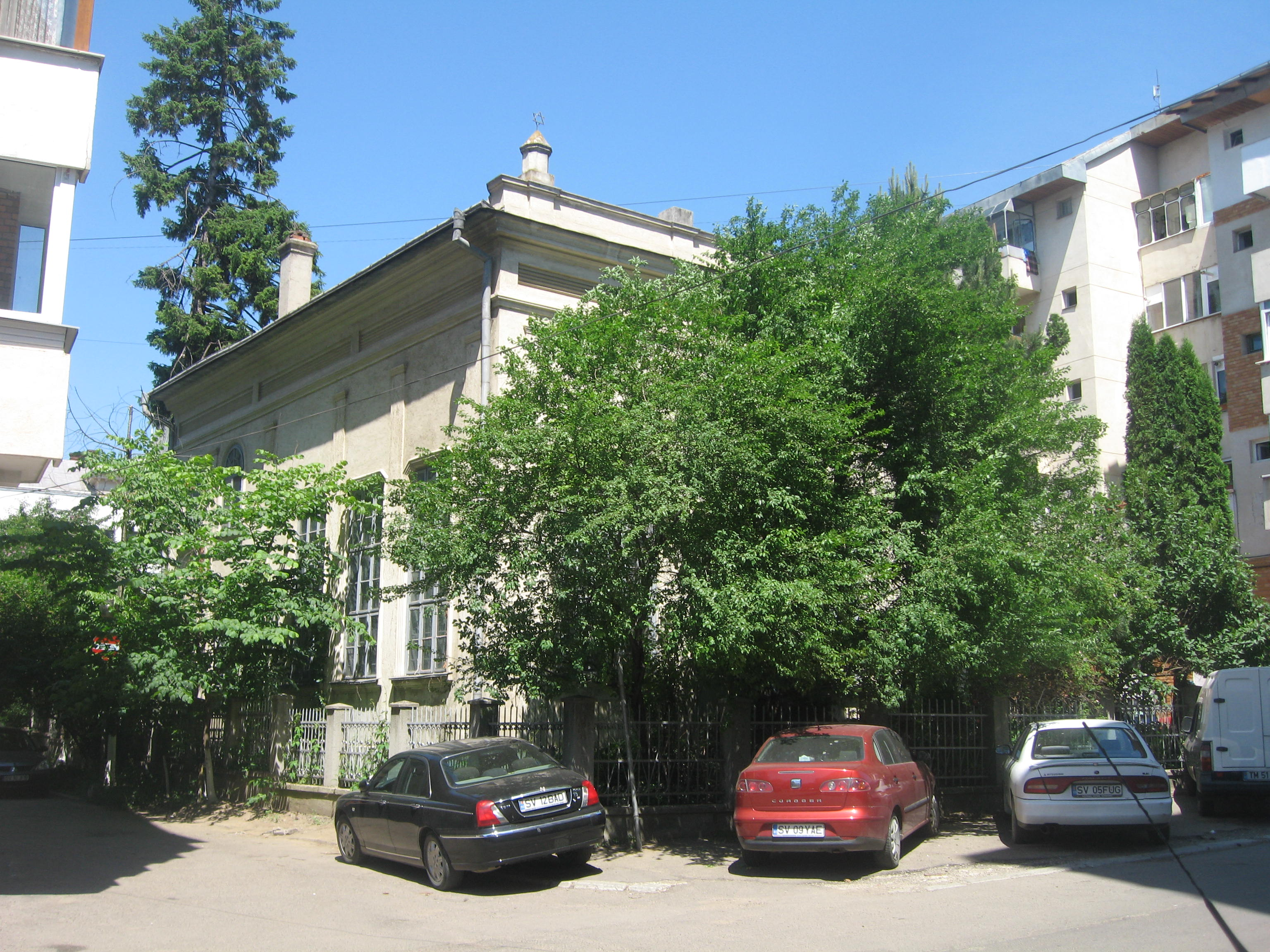
Sinagoga Gah din Suceava
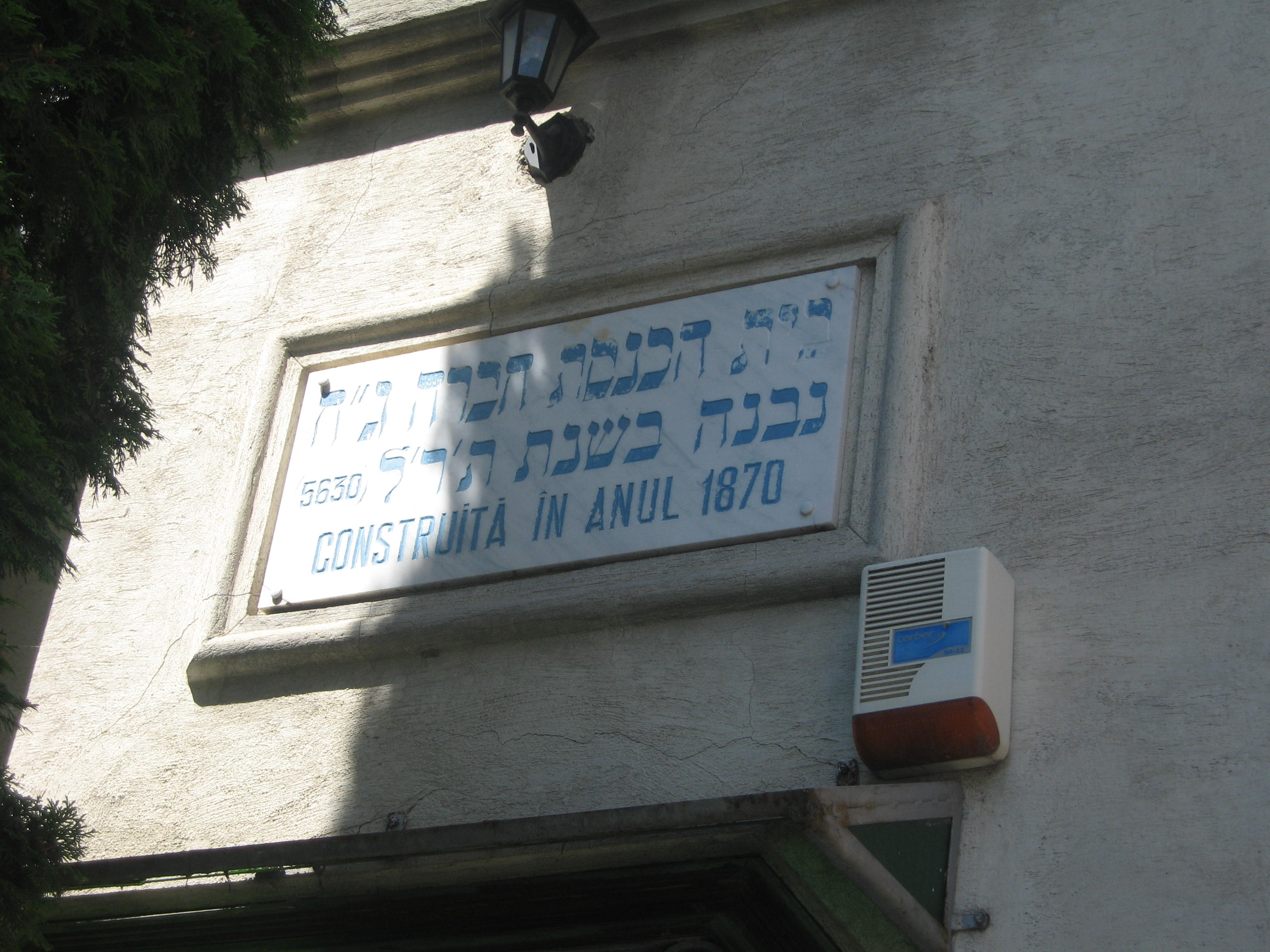
Placă de marmură cu inscripție aflată deasupra intrării
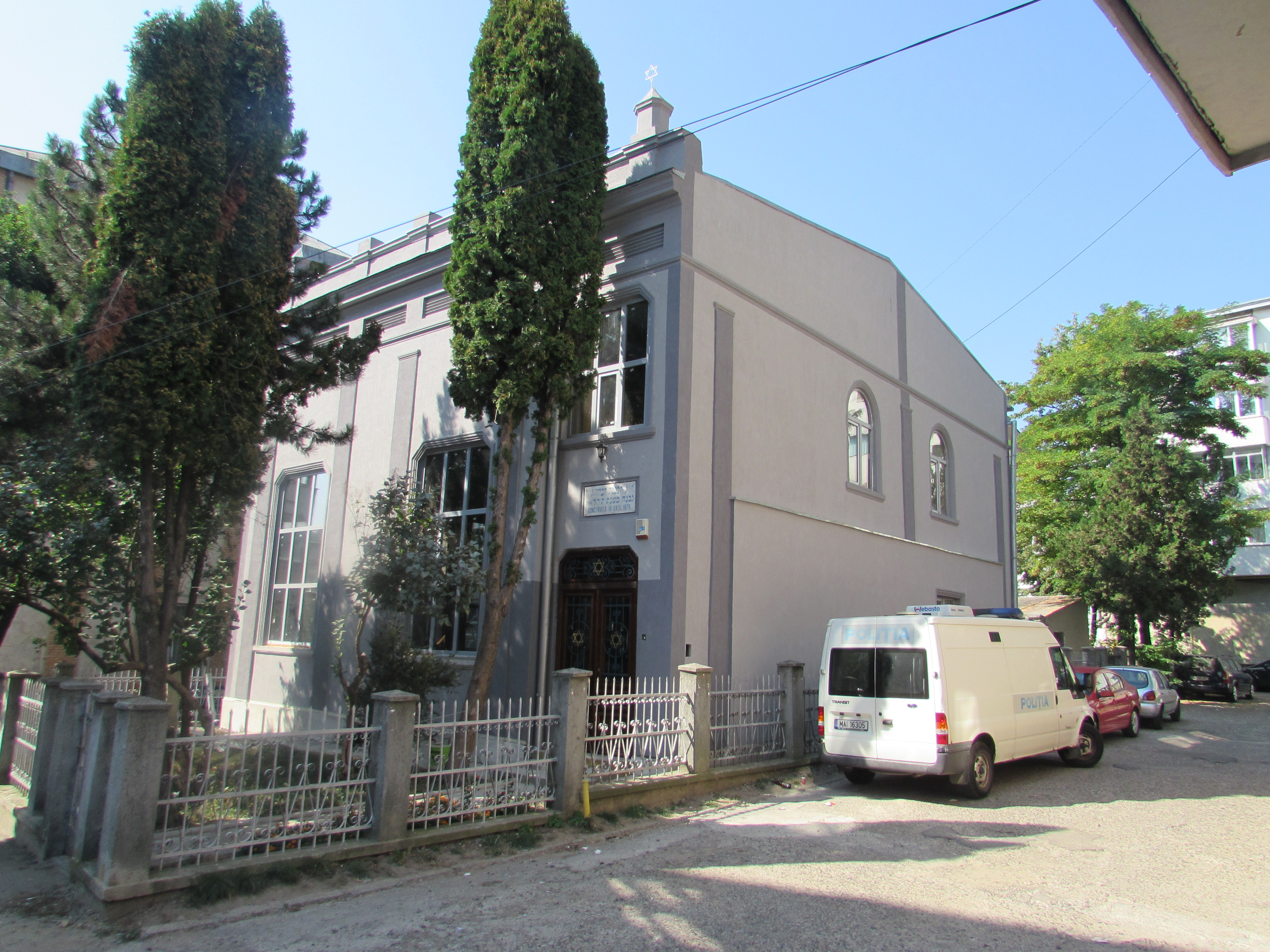
Sinagoga Gah din Suceava
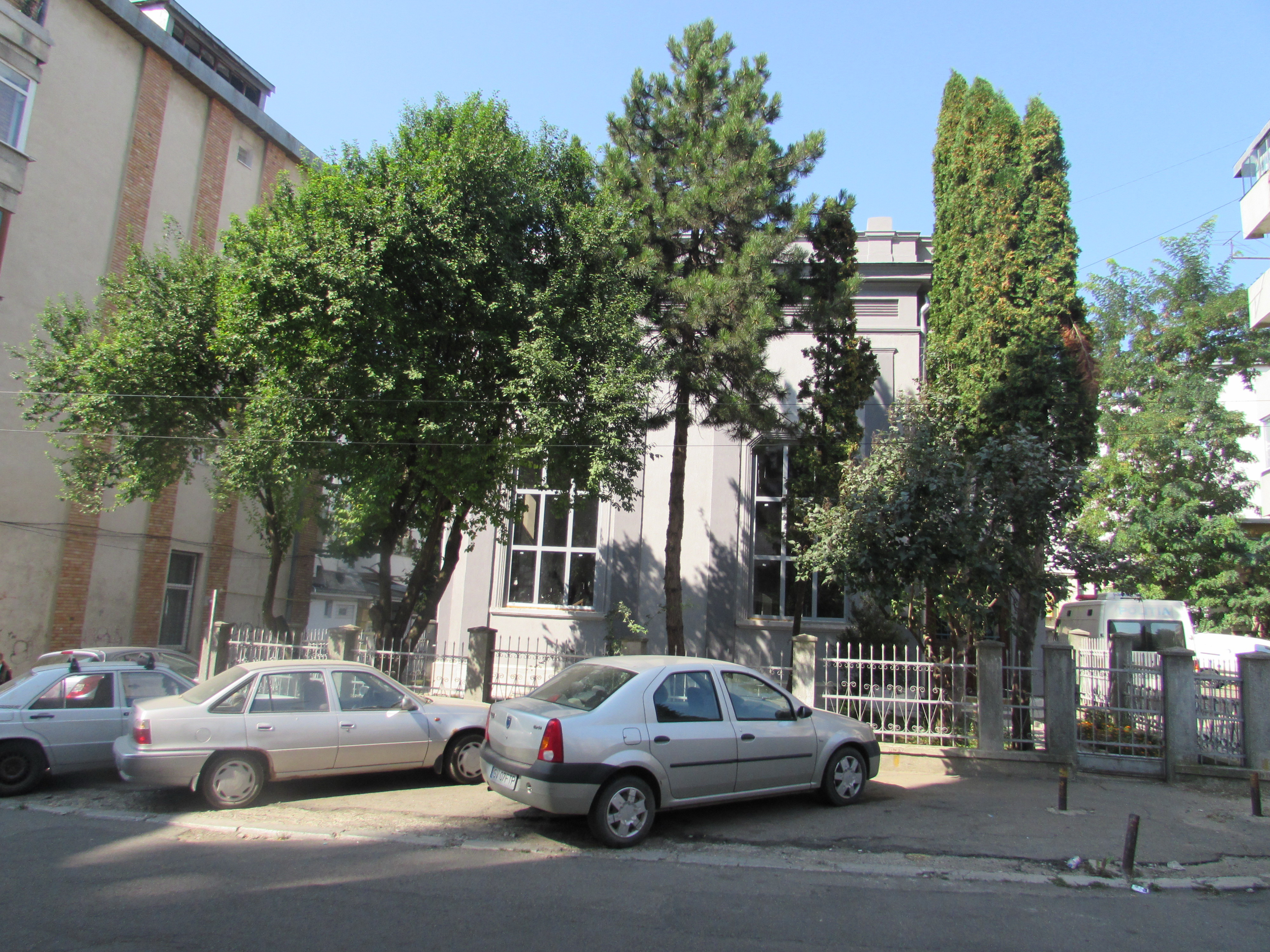
Sinagoga Gah din Suceava